# Giljarovia
Genre
Synonymes
- Malekia Kratochvíl, 1958

Giljarovia est un genre d'opilions dyspnois de la famille des Nemastomatidae.

## Distribution
Les espèces de ce genre se rencontrent en Russie en Ciscaucasie, en Géorgie, en Azerbaïdjan, en Turquie et en Ukraine,.

## Liste des espèces
Selon World Catalogue of Opiliones (06/05/2025) :
- Giljarovia crimeana Chemeris & Kovblyuk, 2012
- Giljarovia kratochvili Snegovaya, 2011
- Giljarovia redikorzevi (Kharitonov, 1946)
- Giljarovia rossica Kratochvíl, 1958
- Giljarovia stridula (Kratochvíl, 1958)
- Giljarovia tenebricosa (Redikortsev, 1936)
- Giljarovia thoracocornuta Martens, 2006
- Giljarovia triangula Martens, 2006
- Giljarovia trianguloides Martens, 2006
- Giljarovia turcica Gruber, 1976
- Giljarovia vestita Martens, 2006

## Systématique et taxinomie
Ce genre a été décrit par Kratochvíl en 1958 dans les Nemastomatidae.
Malekia a été placé en synonymie par Gruber en 1976.

## Étymologie
Ce genre est nommé en l'honneur de Merkuri S. Giljarov.

## Publication originale
- Kratochvíl, 1958 : « Jeskynní sekáči Bulharska (Palpatores — Nemastomatidae). Höhlenweberknechte Bulgariens (Palpatores–Nemastomatidae). » Práce Brněnské základny Československé akademie věd, vol. 30, no 12, p. 523-576.